# Castelserás
Castelserás es un municipio turolense de la comarca del Bajo Aragón, en Aragón (España). Tiene una población de 800 habitantes (INE 2020).

## Geografía
Castelserás está situado en las proximidades de la confluencia del río Mezquín con el Guadalope a 382 m s. n. m. Su temperatura media anual es de 15,1 °C y su precipitación anual es de 390 mm.

## Historia
El poblamiento más antiguo conocido en el municipio corresponde al conjunto de talleres de sílex localizado en la partida de Los Pedreñales. Se considera básicamente una industria macrolítica, asociada también a microlitos de la fase eneolítica. Otros vestigios de talleres de sílex se localizan en Cabezo de Vara, Los Tormazos, El Mas Blanco y El Cabezo de Marañán.

### Edad Antigua y Media
La fundación de Castelserás por los iberos sedetanos se remonta al año 1000 a. C. En un principio, la localidad se llamó Castrum Altum, según unos, y Castrum Zeras, según otros. Parece que en la Hispania Romana recibió el nombre de Leonica —sinónimo de Castrum Zeras y equivalente a «castillo de león»—, siendo una de las cinco ciudades de Iberia donde Julio César se abasteció de víveres. A principios de nuestra era, Cartago y Roma se disputaban la zona mediterránea y, de acuerdo a eruditos de la comarca, tuvo lugar una batalla en la zona de El Mas Blanco, en la cual pudo participar el caudillo cartaginés Amílcar Barca. Un mausoleo o templete descubierto en la Val del Agua Amarga —que hacía referencia a un hecho notable sucedido en el lugar— puede aludir a dicha confrontación.
De la época visigótica quedan enterramientos y tumbas antropomórficas, muy abundantes en las terrazas del río Guadalope. 
El posterior dominio musulmán de la zona perduró varios siglos, desapareciendo el nombre de Castelserás como tal, siendo el núcleo de población más importante Borgalmohada, término claramente musulmán. 
Tras la reconquista llevada a cabo por el Ramón Berenguer IV y su hijo Alfonso II el Casto, surgen los primeros testimonios escritos sobre Castelserás. A partir de entonces, la pertenencia de Castelserás a la Orden de Calatrava, que se extiende desde el siglo XIII hasta mitad del siglo XIX, marca el devenir histórico de la localidad; junto a Molinos y Alberite, constituye una encomienda menor. El Palacio de la Encomienda es testimonio de la importancia que tuvo la Orden. El documento original de la Carta puebla de Castelserás, de 1278, se ha perdido, y esta es conocida solo por referencias. 
El 2 de octubre de 1402, Castelserás se une a Alcañiz y deja de ser una población independiente; las deudas que tenía con la Corona y la pobreza de sus habitantes obligaron a buscar un valedor en la vecina Alcañiz.

### Edad Moderna y Contemporánea
La unión con Alcañiz trajo consigo el desarrollo económico y el incremento de la población de Castelserás. Dicha unión supuso un aumento en su término municipal, con el consiguiente desarrollo de la ganadería y el aprovechamiento de las aguas y de los pastos. También se desarrolló el molino de aceite de la villa, motor económico de la localidad. No obstante, a finales del siglo XVII surge un deseo de independencia, que se logra de manera formal el 29 de mayo de 1690, si bien no es real hasta 1750.
Durante las Guerras Carlistas, Castelserás aparece en múltiples ocasiones, bien como lugar de paso o retirada, o bien como campamento base para atacar a Alcañiz.
En 1835, las tropas carlistas del General Cabrera quemaron la ermita del Calvario así como la iglesia parroquial, derribando parte de su torre.
Así lo refleja el historiador Pascual Madoz en 1845, quien describe a Castelserás de la siguiente manera:

Tiene sobre 300 casas, una hermosa plaza triangular, adornada de buen castillo desde cuyo ángulo céntrico sale la calle Mayor, otras 3 plazas denominadas de la Iglesia, del Solano y del Trinquete... una iglesia parroquial (la Natividad de Nuestra Señora), era un edificio sólido y antiguo, la incendiaron los carlistas en el 15 de octubre de 1835.
Pascual Madoz, Diccionario geográfico-estadístico-histórico de España y sus posesiones de Ultramar.

Madoz señala también que, en esa época, la localidad producía «trigo, toda especie de frutas, aceite, legumbres, maíz, seda y cáñamo, [y] hay buenas canteras de yeso».
Durante la Tercera Guerra Carlista, el infante Don Alfonso quiso ocupar Alcañiz. El 13 de agosto de 1874, dispuso el plan de ataque desde Castelserás, aunque finalmente Alcañiz los rechazó.

## Demografía
Castelserás cuenta con una población de 801 habitantes (INE 2024).
| Gráfica de evolución demográfica de Castelserás entre 1842 y 2021                                                   |
| |
| Población de derecho según los censos de población del INE Población de hecho según los censos de población del INE |

A lo largo del siglo XX, Castelserás ha sufrido una despoblación desde los 2107 habitantes de 1900 hasta los 851 habitantes en 2001. En los últimos años el municipio ha comenzado a recibir jóvenes parejas, que pese a trabajar en los núcleos urbanos de la zona como Alcañiz, viven en Castelserás por el bajo coste de la vivienda.

## Economía
Su economía es fundamentalmente agropecuaria, con explotación de frutales (melocotonero tardío del Bajo Aragón), olivo y almendro.

## Administración y política
| Período   | Alcalde                    | Partido   |  |
| --------- | -------------------------- | --------- |  |
| 1979-1983 | Jacinto Montañés Ceperuelo | UCD       |  |
| 1983-1987 | Agustín López Gracia       | AP-PDP-UL |  |
| 1987-1991 | Agustín López Gracia       | AP        |  |
| 1991-1995 | Joaquín Molinos Insa       | PSOE      |  |
| 1995-1999 | Joaquín Molinos Insa       | PSOE      |  |
| 1999-2003 | Joaquín Molinos Insa       | PSOE      |  |
| 2003-2007 | Joaquín Molinos Insa       | PSOE      |  |
| 2007-2011 | Joaquín Molinos Insa       | PSOE      |  |
| 2011-2015 | Ángela Montañés Serrano    | PP        |  |
| 2015-2017 | Esperanza Goni Sanz        | PAR       |  |
| 2017-2019 | Javier García Calatrava    | PSOE      |  |
| 2019-     | Óscar Soriano Jiménez      | PP        |  |

| Partido político    | Partido político                                   | 1979   | 1983   | 1987   | 1991   | 1995   | 1999   | 2003   | 2007   | 2011   | 2015   | 2019   |
| Partido político    | Partido político                                   | Ediles | Ediles | Ediles | Ediles | Ediles | Ediles | Ediles | Ediles | Ediles | Ediles | Ediles |
|                     | Partido Popular de Aragón (PP)                     | —      | 6      | 4      | 3      | 3      | 3      | 3      | 3      | 3      | 3      | 4      |
|                     | Partido de los Socialistas de Aragón (PSOE-Aragón) | 4      | 3      | —      | 4      | 4      | 4      | 4      | 4      | 3      | 3      | 3      |
|                     | Partido Aragonés (PAR)                             | —      | —      | —      | —      | 0      | 0      | —      | 0      | 1      | 1      | 0      |
|                     | Ganar Castelserás                                  | —      | —      | —      | —      | —      | —      | —      | —      | —      | —      | 0      |
|                     | Agrupación Independiente Castelserás               | —      | —      | 3      | —      | —      | —      | —      | —      | —      | —      | —      |
|                     | Unión de Centro Democrático (UCD)                  | 5      | —      | —      | —      | —      | —      | —      | —      | —      | —      | —      |
| Total de concejales | Total de concejales                                | 9      | 9      | 7      | 7      | 7      | 7      | 7      | 7      | 7      | 7      | 7      |

## Cultura

### Patrimonio

#### Arquitectura religiosa

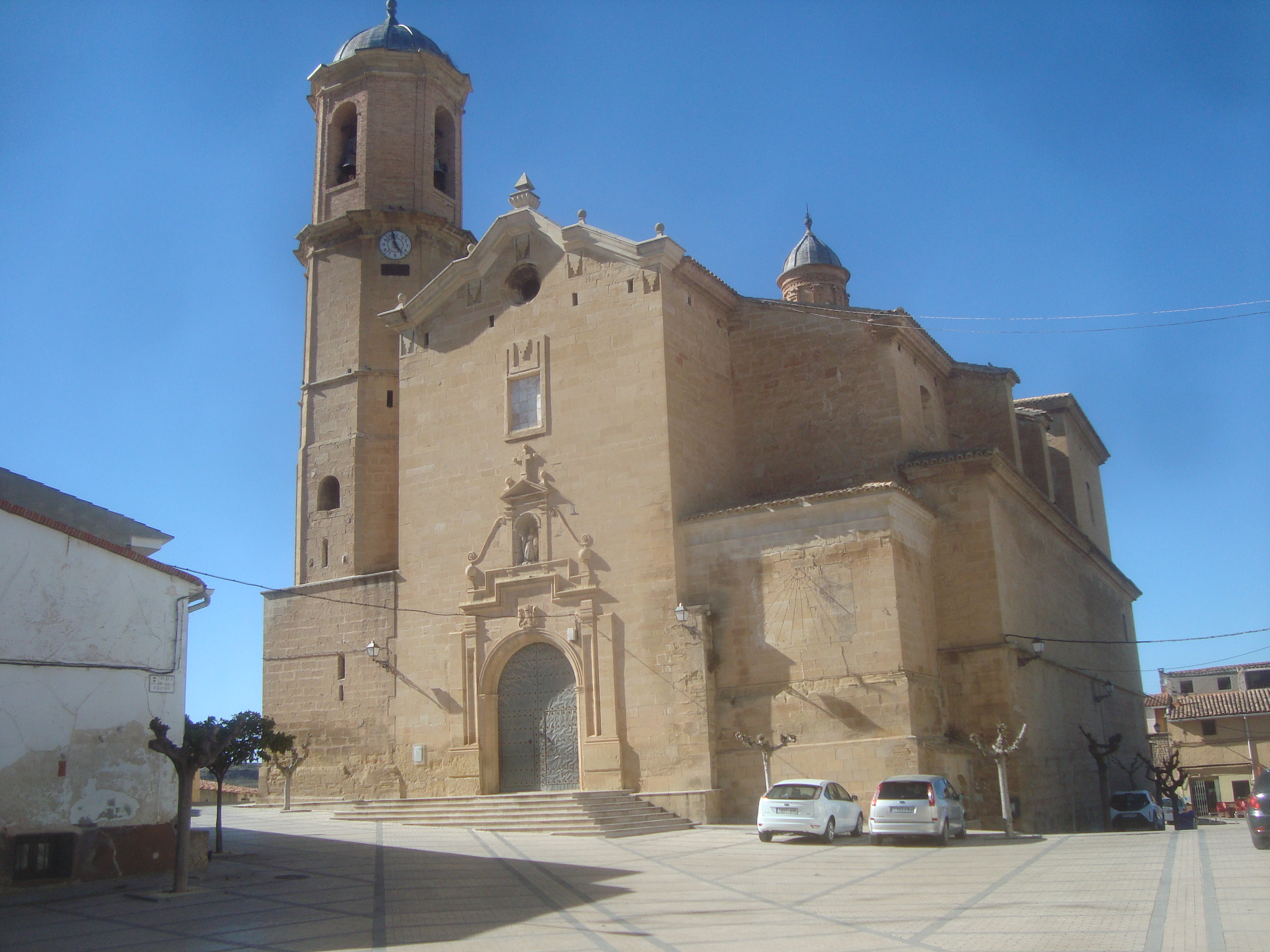
Iglesia de la Natividad de Nuestra Señora la Virgen de Castelserás

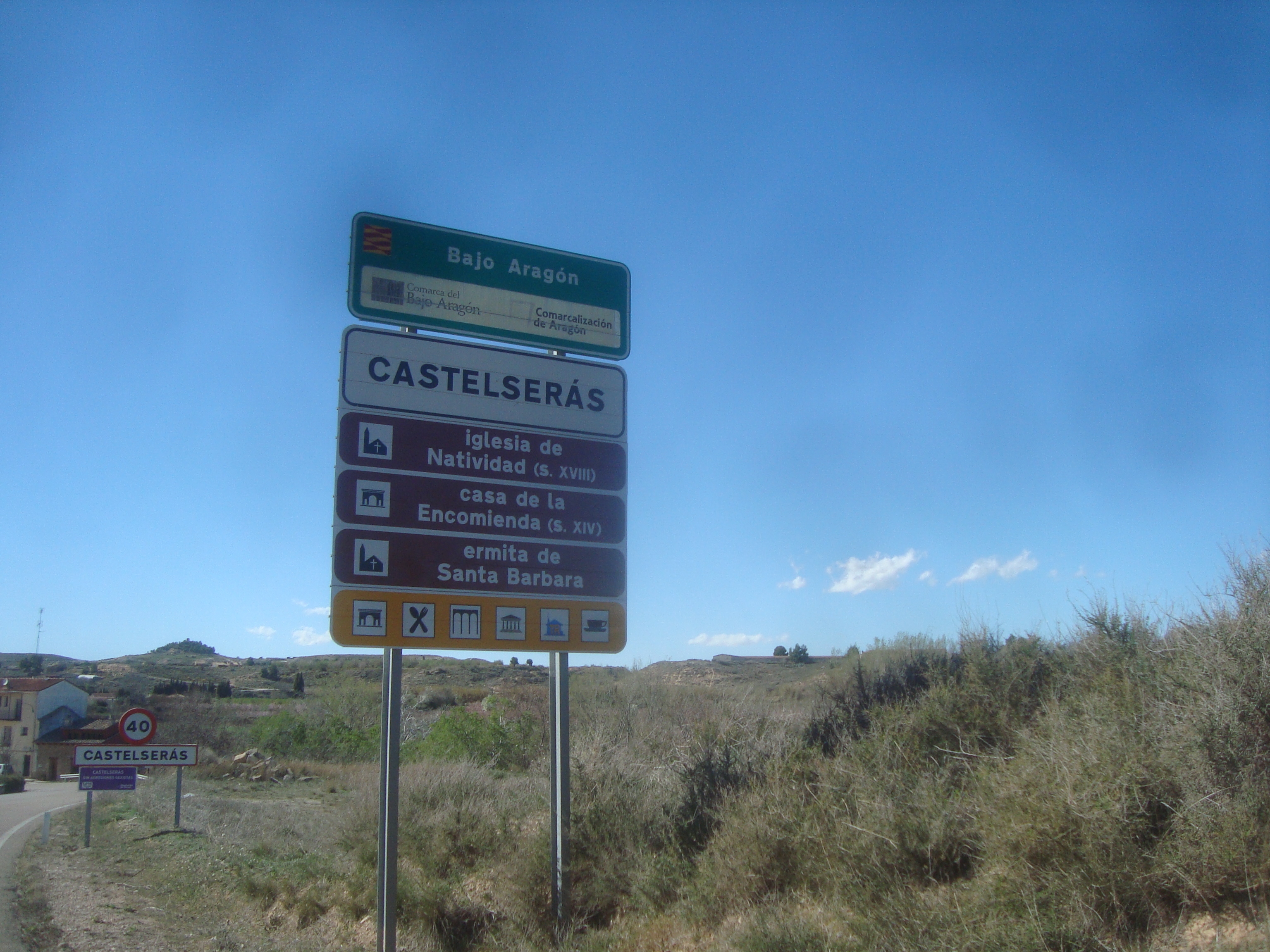
Panel informativo de Castelserás

La iglesia parroquial, dedicada a la Natividad de la Virgen, es un templo  barroco edificado a principios del siglo XVIII que vino a sustituir a otro templo de menores dimensiones, probablemente de estilo gótico. Tiene planta de salón, de considerables dimensiones, tres naves, cimborrio en el crucero y torre a los pies. Su interior ha sufrido dos destrucciones parciales, durante las Guerras Carlistas y durante la Guerra Civil. Los retablos de madera sucumbieron en las Guerras Carlistas. En la actualidad, alberga un retablo mayor de escayola con tres calles, la central representando la Ascensión de la Virgen y las laterales los cuatro evangelistas.
La ermita de Santa Bárbara, ubicada en un cabezo próximo a la localidad, es un edificio sencillo con paredes de mampostería, que consta de una sola nave. Posee un cuidado pórtico con tres arcos, dos de medio punto y uno rebajado. En el dintel de la puerta figura el año 1819, como fecha de la remodelación más antigua.
Otros dos edificios religiosos —la Capilla del Calvario y la del Voto de San José— completan la arquitectura religiosa del municipio. La primera se alza en la parte más alta de la localidad, siendo un sencillo edificio de forma rectangular.

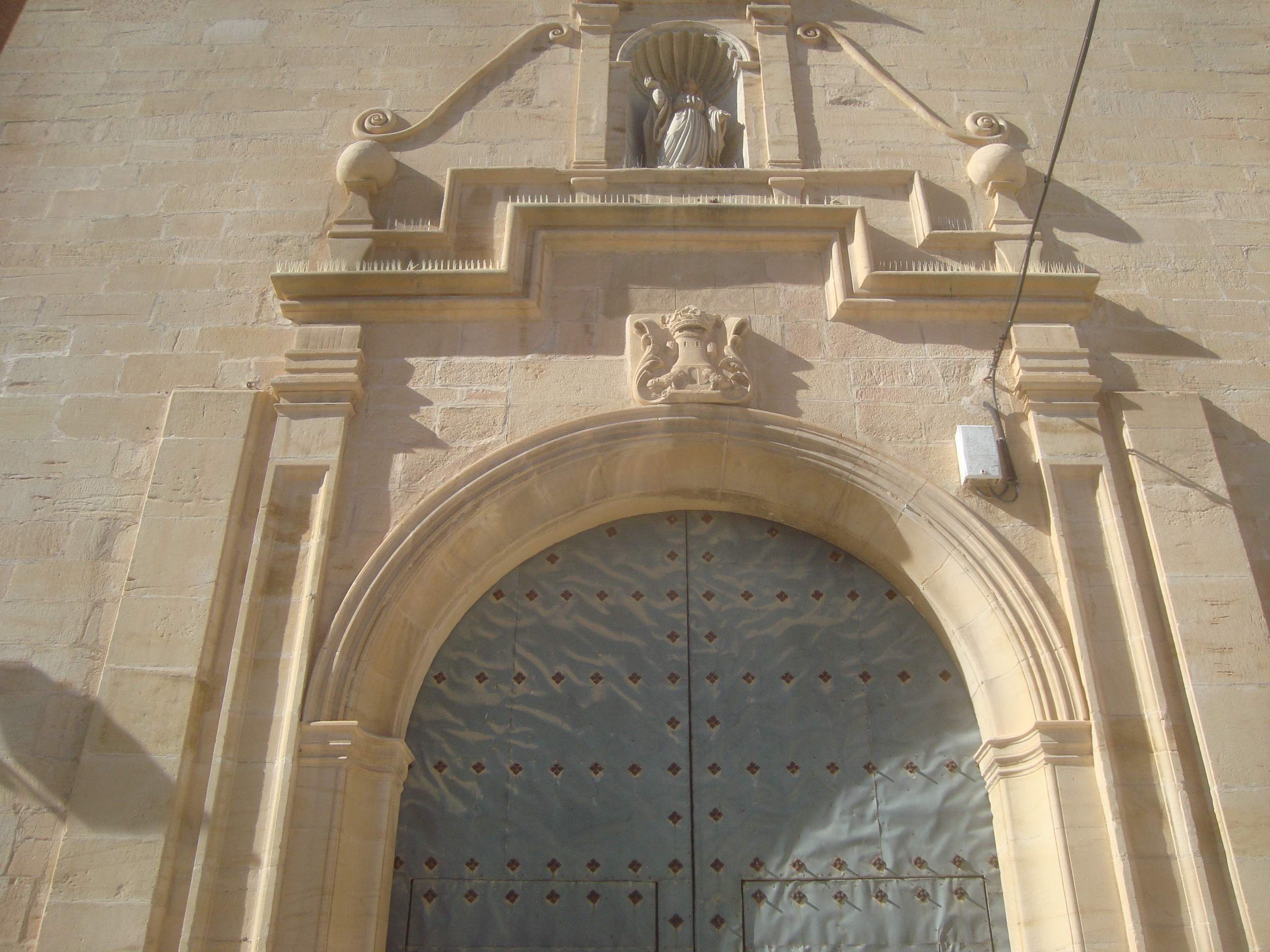
Portada de la iglesia de la Natividad de Nuestra Señora

### Arquitectura civil

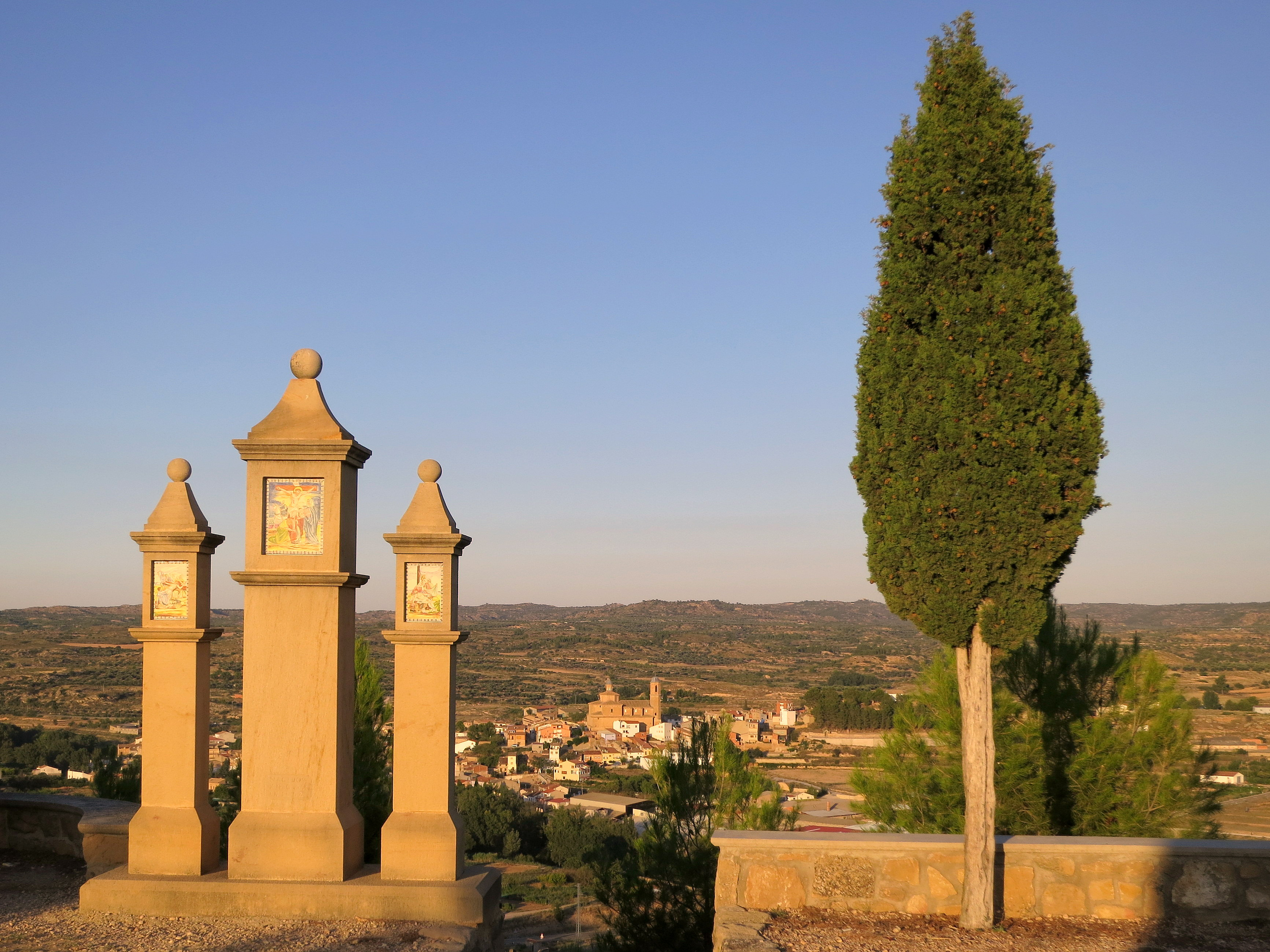
Panorámica de Castelserás desde la ermita de Santa Bárbara

La Casa de la Villa es un edificio de dos plantas situado en el centro de la población. En su interior se puede contemplar una de las pocas obras que se conservan en la localidad del pintor Francisco Marín Bagüés, el «Escudo de Castelserás». Compuesta por dos tablas policromadas que representan el escudo de la localidad, la escena está presidida por una joven morena portando el escudo, inspirada en la sobrina del pintor. La obra fue realizada en 1917.
El Palacio de la Encomienda, fechado en los siglos XIV y XV, es una sala que servía de almacén y que perteneció a la Orden de Calatrava. Actualmente hay instalados en su interior dos museos: el de Botánica, en honor a Pardo Sastrón y Francisco Loscos, y el del Pintura de Juan José Vaquero Foz. 
Otro edificio, de gran antigüedad, es la Casa de la Cofradía. Se encuentra en mal estado al haber pasado por diferentes usos: fue primitivo Ayuntamiento, escuela pública y vivienda privada.
Pero posiblemente sea el puente sobre el río Guadalope la obra de ingeniería más característica de Castelserás. La construcción, de posible origen romano, ha sufrido importantes transformaciones a lo largo del tiempo, principalmente en época medieval y moderna. Sobre sus tajamares se levantan: próxima al pueblo, la Capilla de San Pascual, construcción sólida de piedra con remates hemisféricos cuyo interior contiene un mosaico vidriado del escultor castelserano Juan José Vaquero; en el centro del puente, la Capilla de la Virgen del Pilar, a modo de peirón; en el último tajamar, la capilla de la Virgen de Guadalupe —patrona de la localidad—, con dos columnas interiores que soportan el techo de sillería, rematado piramidalmente.
Otra construcción de interés es la Casa de los Secanellas, casa solariega aragonesa construida en piedra de sillería, obra probablemente del siglo XVII.

## Fiestas

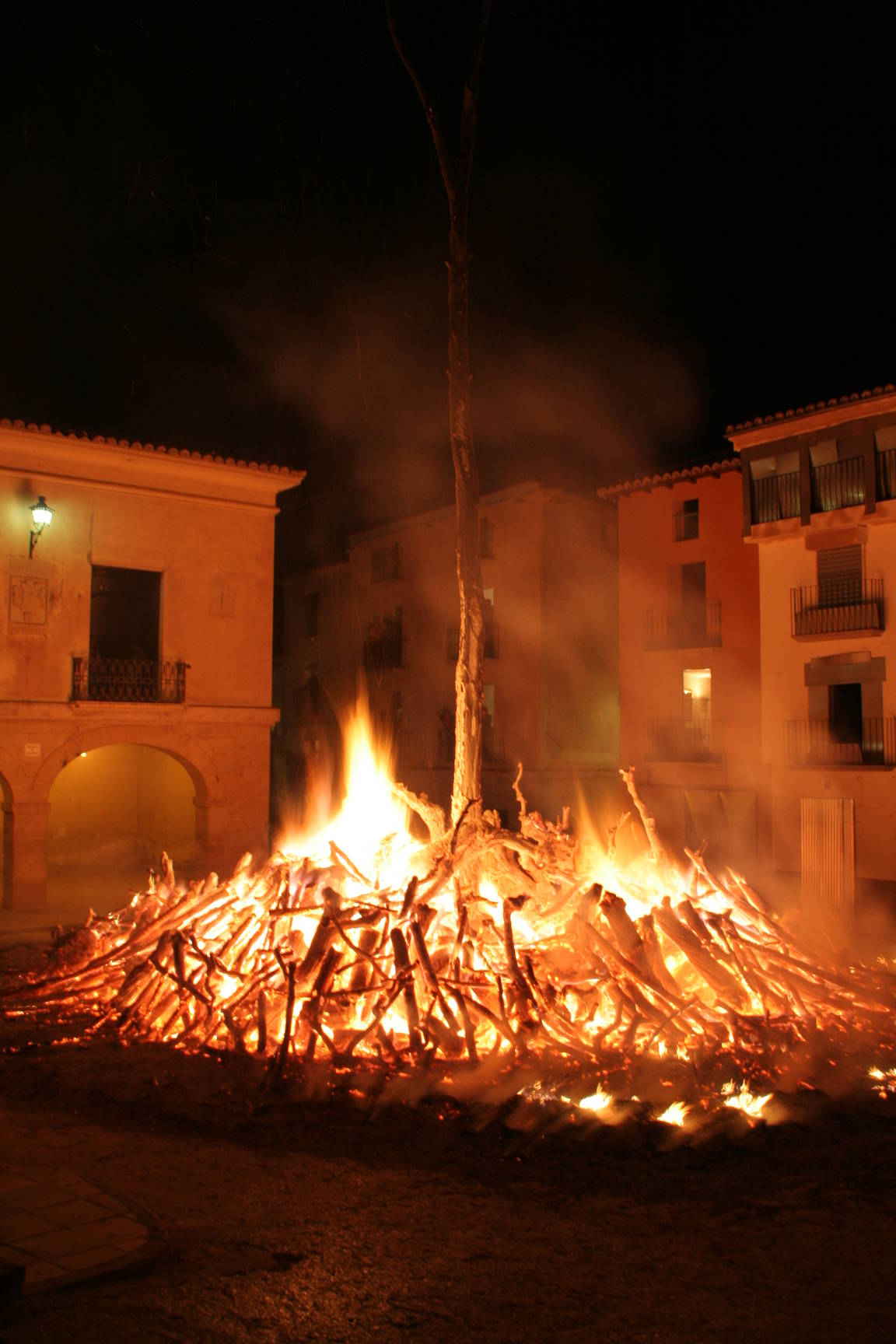
Hoguera en una plaza de Castelserás

- Las Fiestas Mayores tienen lugar el 19, 20 y 21 de enero, en honor a San Sebastián y san Antón. Se plantan sendos álamos en la plaza del Puente y en la de España alrededor de los cuales se apilan toneladas de leña y por la noche se les prende fuego, mientras al son de «El Rodat» se baila en torno a las hogueras.
- La festividad de Santa Águeda se celebra el 5 de febrero con procesión y pan bendito.
- En la Semana Santa cabe destacar las procesiones de «El Encuentro» en martes santo y la de «El Cristo de la Soledad» en Viernes Santo.
- El lunes después del domingo de Pentecostés se realiza la romería a la Ermita de Santa Bárbara, con almuerzo campestre.
- Las Fiestas de verano, el primer fin de semana de agosto, se celebran en honor a nuestra Señora de Guadalupe; son amenizadas con vaquillas, verbenas y distintas actuaciones musicales.
- En la «Cena de la vaca», que tiene lugar el 14 de agosto, el ayuntamiento invita a cenar carne con patatas.[18]

## Personalidades notables de la villa
- Juan Bernardo Añón (siglo XVIII). Maestre de Campo del ejército español que sirvió bajo el rey Felipe IV.
- Santiago Salvador Franch (1862-1894). Autor material del atentado del Liceo de Barcelona el 7 de noviembre de 1893.
- Ramiro Moliner Inglés (1941-2024). Nuncio apostólico en Guatemala y otros países,[19] que se ha distinguido por su labor social y humanitaria, sobre todo en lo relacionado con los problemas del Tercer Mundo.
- Carmen Valero (1955-2024), campeona del mundo de campo a través en dos ocasiones. Primera mujer olímpica española.